# Oxychilus oglasicola
Oxychilus oglasicola é uma espécie de gastrópode  da família Oxychilidae.
É endémica de Itália.
Está ameaçada por perda de habitat.